# Чома
Чома (на английски: Choma) е град в Южна Замбия. Намира се в Южната провинция на страната. Има жп гара, от която на североизток се пътува до столицата Лусака, а на югозапад до Ливингстън. Населението му е 51 842 жители през 2010 г.